# Weissia occidentalis
Weissia occidentalis är en bladmossart som beskrevs av Stoneburner 1985 [1986. Weissia occidentalis ingår i släktet krusmossor, och familjen Pottiaceae. Inga underarter finns listade i Catalogue of Life.